# Sonnō jōi

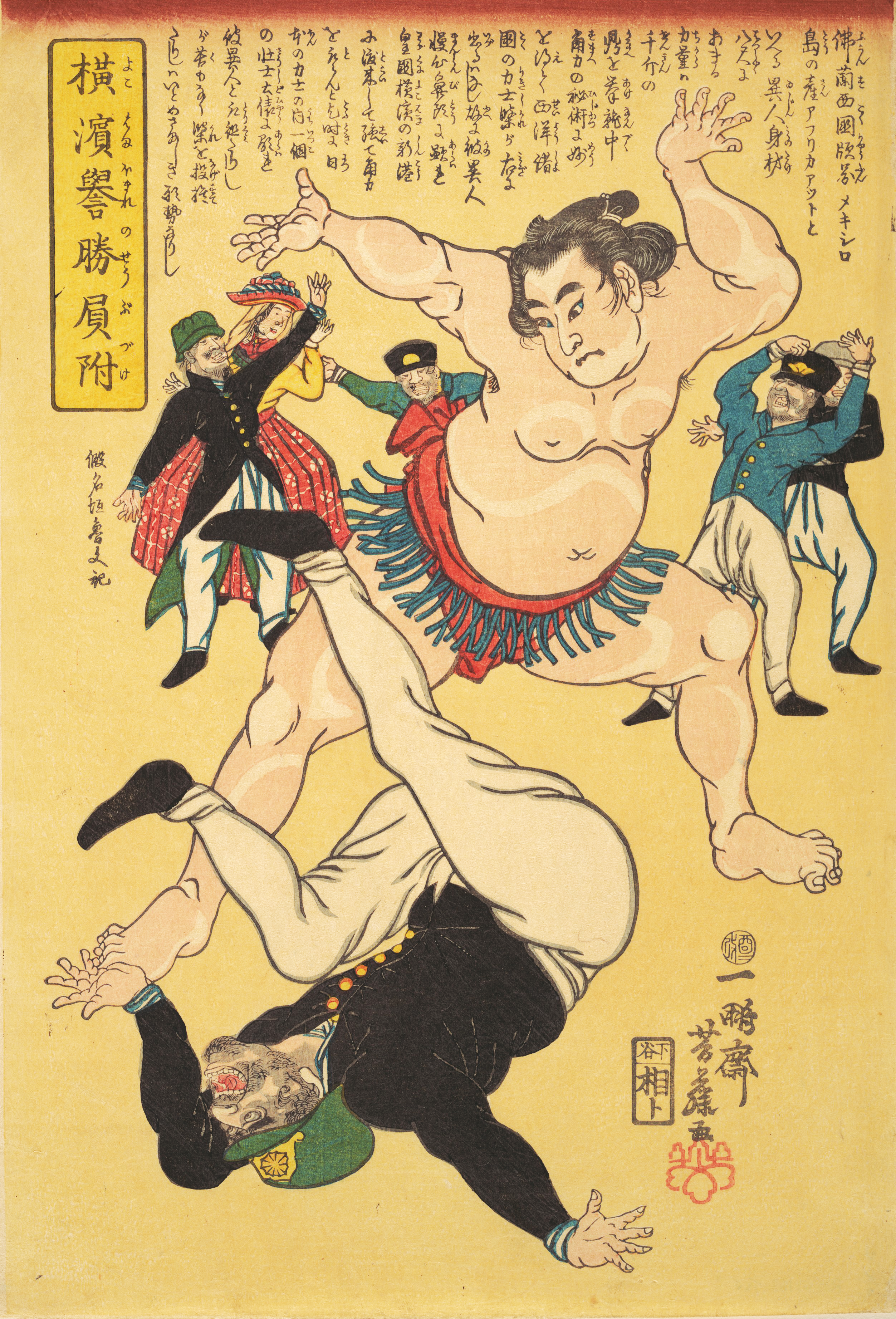
Uma imagem de 1861 expressando o sentimento Jōi (攘夷, "Expulsar os Bárbaros")

Sonnō jōi (尊皇攘夷, Reverência ao Imperador, Expulsão dos Bárbaros) é uma filosofia política e movimento social japonês originado no neo-confucionismo e no nativismo japonês. Tornou-se o slogan político nas décadas de 1850 e 1860 (período Bakumatsu) no movimento que derrubou o Xogunato Tokugawa e restaurou o poder do Imperador do Japão.

## Etimologia
Durante o Período da Primavera e Outono da China, o chanceler Guan Zhong de Qi iniciou uma política conhecida como Zunwang Rangyi (尊王攘夷 ; lit. "Rever o Rei, Expulsar os Bárbaros"), em referência aos reis Zhou. Adotando e aderindo a ela, Duque Huan de Qi reuniu os senhores feudais chineses para derrubar a ameaça dos bárbaros da China. Por isso, Confúcio elogiou Guan Zhong pela preservação da civilização chinesa através do exemplo do contraste nos penteados e estilos de roupa entre eles e os povos bárbaros. Através dos Analectos de Confúcio, a expressão chinesa veio a ser transmitida ao Japão como sonnō jōi.

## Filosofia
A origem da filosofia, como usada no Japão, pode ser rastreada até o clássico confucionista Gongyang Commentary do ‘‘Chunqiu’’. O xogunato Tokugawa promulgou a escola Zhu Xi de neoconfucionismo (‘‘Shushi-gaku’’), que interpretou o ‘‘Chunqiu’’ usando este conceito. Os estudiosos confucionistas do século XVII Yamazaki Ansai e Yamaga Sokō escreveram sobre a santidade da Casa Imperial do Japão e sua superioridade em relação às casas governantes de outras nações. Essas ideias foram expandidas pelo estudioso Kokugaku Motoori Norinaga, e vistas na teoria de Takenouchi Shikibu de lealdade absoluta ao Imperador do Japão (尊皇論 ‘‘sonnōron’’), que implicava que menos lealdade deveria ser dada ao xogunato Tokugawa governante.
O estudioso Mitogaku Aizawa Seishisai introduziu o termo ‘‘sonnō jōi’’ no japonês moderno em sua obra ‘‘Shinron’’ em 1825, onde ‘‘sonnō’’ era considerado a reverência expressa pelo Xogunato Tokugawa ao imperador e ‘‘jōi’’ era a proscrição do cristianismo.

## Influência

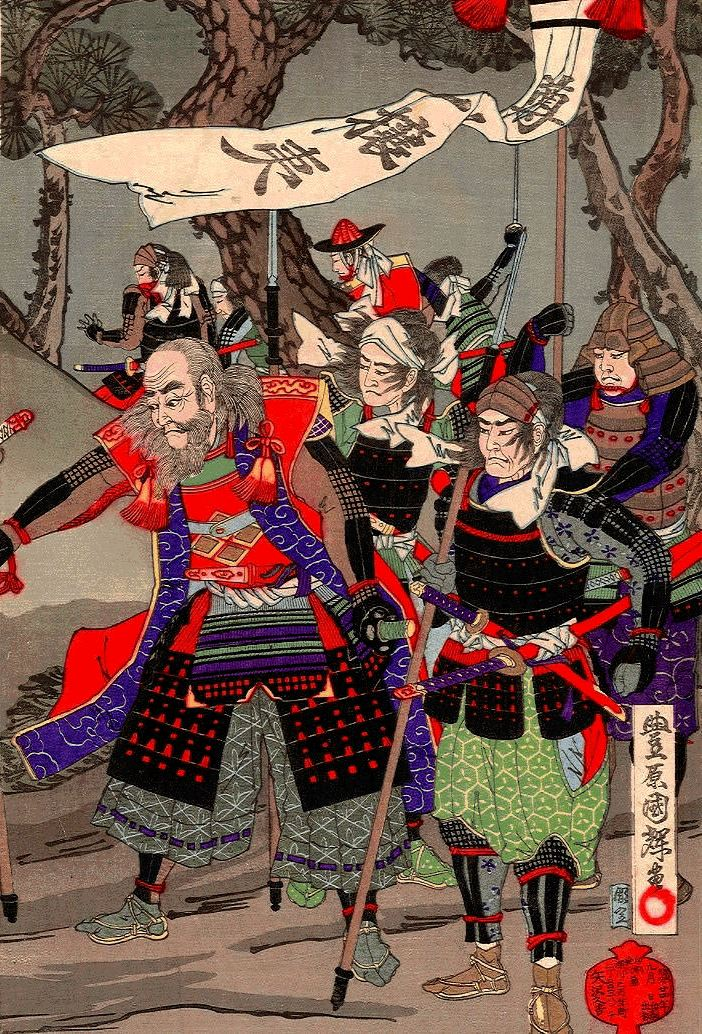
Parte de uma impressão em madeira por Utagawa Kuniteru III retratando samurai sob uma bandeira ‘‘sonnō jōi’’ durante a Rebelião Mito de 1864

Com o crescente número de incursões de navios estrangeiros nas águas japonesas no final do século XVIII e início do século XIX, a política de ‘’sakoku‘’ (“isolamento nacional”) foi cada vez mais questionada. A parte ‘‘jōi’’ “expulsar os bárbaros” de ‘‘sonnō jōi’’, transformou-se numa reação contra a Convenção de Kanagawa de 1854, que abriu o Japão ao comércio estrangeiro. Sob ameaça militar do Comodoro Matthew C. Perry da Marinha dos Estados Unidos e seus chamados “navios negros”, o tratado foi assinado sob coação e foi veementemente oposto nos círculos ‘’samurai‘’. O fato de o Xogunato Tokugawa ser impotente contra os estrangeiros, apesar da vontade expressa pelo tribunal imperial, foi tomado como evidência por Yoshida Shōin e outros líderes anti-Tokugawa de que a parte ‘‘sonnō’’ (reverenciar o Imperador) da filosofia não estava funcionando, e que o Xogunato deveria ser substituído por um governo mais capaz de mostrar sua lealdade ao Imperador, cumprindo a vontade do Imperador.
A filosofia foi então adotada como um grito de guerra das regiões rebeldes de Domínio de Chōshū e Província de Satsuma. O tribunal imperial em Kyoto simpatizava com o movimento. O Imperador Kōmei concordou pessoalmente com tais sentimentos e - rompendo com séculos de tradição imperial - começou pessoalmente a desempenhar um papel ativo nos assuntos de estado: à medida que as oportunidades surgiam, ele fulminava contra os tratados e tentava interferir na sucessão do xogunato. Seus esforços culminaram em março de 1863 com sua “Ordem para Expulsar Bárbaros” (攘夷勅命). Embora o Xogunato não tivesse intenção de cumprir a ordem, ela inspirou ataques contra o próprio Xogunato e contra estrangeiros no Japão, sendo o incidente mais notável o assassinato do comerciante Charles Lennox Richardson. Outros ataques incluíram o bombardeio de navios estrangeiros em Shimonoseki. ‘’Rōnins’’ (samurais sem mestre) também se uniram à causa, assassinando funcionários do Xogunato e ocidentais.
Isso acabou sendo o ápice do movimento ‘‘sonnō jōi’’, já que as potências ocidentais responderam exigindo reparações pelos assassinatos e outros atos de samurais contra interesses ocidentais. Em 1864, quatro nações ocidentais lançaram uma campanha contra Shimonoseki, superando as defesas escassas e ocupando brevemente a região. Embora este incidente tenha mostrado que o Japão não era páreo para as potências militares ocidentais, também serviu para enfraquecer ainda mais o Xogunato, permitindo que as províncias rebeldes se aliassem e o derrubassem, trazendo a Restauração Meiji.
O próprio slogan nunca foi realmente uma política governamental ou rebelde; apesar de toda a sua retórica, Satsuma em particular tinha laços estreitos com o Ocidente, comprando armas, artilharia, navios e outras tecnologias.

## Legado
Após a restauração simbólica do Imperador Meiji, o slogan sonnō jōi foi substituído por fukoku kyōhei (富国強兵), ou "enriquecer a nação, fortalecer os exércitos", o chamado de união do período Meiji e a semente de suas ações durante a Segunda Guerra Mundial.[carece de fontes?]